# Чернавское сельское поселение (Рязанская область)
Чернавское се́льское поселе́ние — муниципальное образование в Милославском районе Рязанской области Российской Федерации.
Административный центр — село Чернава.

## История
Статус и границы сельского поселения установлены Законом Рязанской области от 7 октября 2004 года № 85-ОЗ «О наделении муниципального образования - Милославский район статусом муниципального района, об установлении его границ и границ муниципальных образований, входящих в его состав»

## Население
| 2010  | 2012  | 2013  | 2014  | 2015  | 2016  | 2017  |
| ----- | ----- | ----- | ----- | ----- | ----- | ----- |
| 1247  | ↘1176 | ↘1138 | ↘1098 | ↘1073 | ↘1051 | ↘1045 |
| 2018  | 2019  | 2020  | 2021  |       |       |       |
| ↘1016 | ↘985  | ↘961  | ↘929  |       |       |       |

## Состав сельского поселения
| №  | Населённый пункт   | Тип населённого пункта       | Население |
| -- | ------------------ | ---------------------------- | --------- |
| 1  | Буково             | деревня                      | 7         |
| 2  | Горохово           | деревня                      | ↘16       |
| 3  | Данилово           | деревня                      | 38        |
| 4  | Змеевка            | село                         | ↘138      |
| 5  | Николаевка         | деревня                      | 27        |
| 6  | Николаевка         | деревня                      | 0         |
| 7  | Потапово           | село                         | ↘132      |
| 8  | Толстые            | деревня                      | 39        |
| 9  | Чернава            | село, административный центр | ↘846      |
| 10 | Чернавские Выселки | деревня                      | 4         |